# Anežka Drahotová
Anežka Drahotová (Rumburk, 22 luglio 1995) è una marciatrice e mezzofondista ceca, sorella gemella dell'atleta Eliška Drahotová.

## Palmarès

### Atletica
| Anno | Manifestazione    | Sede           | Evento         | Risultato | Prestazione | Note                                     |
| ---- | ----------------- | -------------- | -------------- | --------- | ----------- | ---------------------------------------- |
| 2011 | Mondiali allievi  | Lilla          | Marcia 5000 m  | 6ª        | 22'32"87    |                                          |
| 2012 | Mondiali juniores | Barcellona     | 1500 m piani   | Batteria  | 4'26"77     |                                          |
| 2012 | Mondiali juniores | Barcellona     | Marcia 10000 m | 6ª        | 46'29"95    |                                          |
| 2013 | Europei juniores  | Rieti          | Marcia 10000 m | Oro       | 44'15"87    | Record nazionale                         |
| 2013 | Mondiali          | Mosca          | Marcia 20 km   | 5ª        | 1h29'05"    | Miglior prestazione personale            |
| 2014 | Mondiali juniores | Eugene         | Marcia 10000 m | Oro       | 42'47"25    | Miglior prestazione mondiale under 20    |
| 2014 | Europei           | Zurigo         | Marcia 20 km   | Bronzo    | 1h28'08"    | Record nazionale                         |
| 2015 | Europei under 23  | Tallinn        | 5000 m piani   | 12ª       | 16'03"18    | Miglior prestazione personale            |
| 2015 | Europei under 23  | Tallinn        | Marcia 20 km   | Argento   | 1h27'25"    |                                          |
| 2015 | Mondiali          | Pechino        | Marcia 20 km   | 8ª        | 1h30'32"    |                                          |
| 2016 | Giochi olimpici   | Rio de Janeiro | Marcia 20 km   | 10ª       | 1h30'43"    |                                          |
| 2017 | Europei under 23  | Bydgoszcz      | Marcia 20 km   | 7ª        | 1h34'51"    |                                          |
| 2017 | Mondiali          | Londra         | Marcia 20 km   | dnf       | dnf         |                                          |
| 2018 | Europei           | Berlino        | Marcia 20 km   | Argento   | 1h27'03"    | Miglior prestazione personale stagionale |
| 2019 | Universiadi       | Napoli         | Marcia 20 km   | Bronzo    | 1h35'44"    |                                          |
| 2019 | Mondiali          | Doha           | Marcia 20 km   | 19ª       | 1h38'29"    |                                          |

### Ciclismo
- 2013 (Juniores)

Campionati cechi, Prova a cronometro Juniores

## Altre competizioni internazionali

### Coppa del mondo
- 1 medaglia:
  - 1 bronzo (Taicang 2014 nella marcia 10 km)

### Coppa Europa
- 3 medaglie:
  - 2 argenti (Dudince 2013 nella marcia 10 km; Dudince 2013 nella marcia 10 km a squadre)
  - 1 bronzo (Olhão 2011 nella marcia 10 km a squadre)

## Piazzamenti (ciclismo)

### Competizioni mondiali
- Campionati del mondo

Toscana 2013 - In linea Juniores: 19ª